# 普济药王庙
敕建普济药王庙，俗称西药王庙，是位于今北京市西城区地安门西大街北侧，1940年代为佛教尼僧寺庙。现已无存。

## 历史
《宛署杂记》载，“药王庙，一在北城日中坊，嘉靖二十五年建。一在积庆坊，万历三年太监冯保建，上赐额普济药王庙，内庭施药于此。”其中在积庆坊的普济药王庙即西药王庙。可见该庙建于明朝万历三年（1575年），由太监冯保建立。
《北京寺庙历史资料》在“1936年第一次寺庙总登记”内载，“765 敕建普济药王庙，坐落内五区黄城根二十四号，建于明万历三年十月，民国十二年重修，属私建。……，汉白玉石碑两座。”在“1947年第二次寺庙总登记”内载，“绪18 药王庙（尼僧庙） 坐落内五区黄城根二十四号，建于明，民国十一年重修，属私建。……，另有石碑两座，……。”
该庙现已无存。其旧址即今地安门西大街71号的香港特别行政区政府驻北京办事处。